# Занзібар Південний
Західний Південний (суах. Kusini Unguja, англ. Zanzibar Central/South Region) — один з 31 регіону Танзанії і один з 5 регіонів автономного Занзібару. Розташований на острові Унгуджа (Занзібар). Площа 854 км², за переписом на серпень 2012 року його населення становило 115 588 осіб .
Адміністративний центр регіону - місто Коані.

## Адміністративний поділ
Складається з двох округів :
- Каті (суах. Kati або Центральний Занзібар (76 346 осіб, 2012),
- Кусіні (суах. Kusini або Південний Занзібар (39 242 осіб, 2012).